# 臨汝戰鬥
臨汝戰鬥發生於1929年10月30日－11月9日－16日，地點則是在中國豫中西一帶，是國民革命軍內部所發生的內戰戰鬥之一。臨汝戰鬥的交戰雙方，一方為十軍，另一方為張自忠部隊。